# Římskokatolická farnost Ostrava-Svinov
Římskokatolická farnost Ostrava-Svinov je farnost římskokatolické církve v děkanátu Ostrava ostravsko-opavské diecéze.
Farním kostelem je kostel Krista Krále ve Svinově, novodobá stavba vybudovaná v letech 1928–1929.

## Historie
Vesnice Svinov neměla až do konce 18. století vlastní svatostánek; v důsledku dřívějšího rozdrobení mezi různé majitele spadala jedna část vsi („Velká strana“ na pravém břehu Porubky) k farnosti Klimkovice, druhá část („Malá strana“ na levém břehu Porubky) k farnosti Poruba, až roku 1783 byla ves celkově přidělena k farnosti Poruba. Tam zůstala až do doby mezi světovými válkami, i když mezitím došlo k významnému rozvoji Svinova, který se stal železničním uzlem. V obci byla od roku 1800 kaple svatého Jana a Pavla a již od roku 1911 svinovští občané usilovali o výstavbu kostela, k níž nakonec došlo v letech 1928–1929. Nový chrám byl namísto původního patrocinia sv. Jana a Pavla dne 9. listopadu 1929 vysvěcen jako kostel Krista Krále. V návaznosti na to byla k 9. listopadu 1931 oddělením od porubské farnosti zřízena nová farnost Svinov.
Prvním farářem se stal činorodý (ThDr.) Ladislav Kubíček, pozdější olomoucký kanovník. Ten se aktivně účastnil obecního života a zakoupil pro farnost i pozemky na stavbu druhého kostela nebo kláštera, z čehož však pro přičlenění Svinova k Německé říši a pro válku sešlo. Poválečný farář František Hadamčík byl přítelem Josefa Hloucha a Františka Tomáška, pro odmítnutí Katolické akce a publikování pastýřského listu československých biskupů, jakož i jiná vykonstruovaná obvinění, byl v letech 1950–1954 vězněn a byla mu nadále zakázána kněžská činnost i návrat do Svinova, jehož farářem však oficiálně zůstal až do své smrti.
Farnost byla od založení součástí bíloveckého děkanátu, při reorganizaci děkanátů v roce 1952, v návaznosti na správní reformu z roku 1949, byla přidělena děkanátu Moravská Ostrava (od 1978 děkanát Ostrava). Do roku 1996 byla součástí arcidiecéze olomoucké, od uvedeného roku pak nově vytvořené diecéze ostravsko-opavské.
Obvod farnosti se od počátku omezoval na vesnici Svinov, jež je od roku 1936 městem a do roku 1957 čtvrtí (městským obvodem) Ostravy.

## Přehled duchovních správců
Duchovní správci svinovské farnosti:
- 1. 12 1931 – 31. 12. 1945 Ladislav Kubíček, do 1932 administrátor
- 1. 7. 1946 – 24. 2. 1962 František Hadamčík
- 15. 9. 1950 – 31. 10. 1958 František Gavlas, provizor
- 1. 11. 1958 – 5. 2. 1986 Jan Němec, provizor, od 1962 administrátor, od roku 1973 farář
- 1. 3. 1986 – 30. 6. 1997 Miroslav Straka
- 1. 7. 1997 – dosud Jan Larisch

## Bohoslužby ve farnosti
| Kostel              | Místo          | Bohoslužba                                       | Bohoslužba                         | Poznámka     |
| ------------------- | -------------- | ------------------------------------------------ | ---------------------------------- | ------------ |
| Kostel Krista Krále | Ostrava-Svinov | neděle pondělí úterý středa čtvrtek pátek sobota | 8.00 a 10.00 17.30 7.00 17.30 7.00 | farní kostel |